# Matej Zemljič
Matej Zemljič, slovenski gledališki in filmski igralec, * 13. september 1995, Ljubljana

## Življenjepis
Njegova prva vidna vloga je bila v filmu Gremo mi po svoje (2010; snemal leta 2009). Obiskoval je umetniško smer Gimnazije Ljubljana, sočasno pa je sodeloval s Šentjakobskim gledališčem in improzasedbo Finžarjevi. Po maturi se je vpisal na študij dramske igre na Akademiji za gledališče, radio, film in televizijo. Pod mentorstvom Borisa Ostana, Vita Tauferja in Januzsa Kice je diplomiral s predstavama Se mi vsaj ni treba poljubljati v režiji Doriana Šilca Petka ter Idomenej v režiji Jana Krmelja. Že med študijem je sodeloval s slovenskimi gledališči, med njimi z  SNG Dramo Ljubljana in Mestnim gledališčem ljubljanskim, ter pri drugih projektih. Za vlogo Maksa v predstavi Predstava, ki gre narobe v režiji Jureta Ivanušiča je prejel nagrado za žlahtnega komedijanta na Dnevih komedije 2019. Je najmlajši prejemnik te nagrade. 
Poleg vloge v filmu Gremo mi po svoje je zaigral tudi v več krajših filmih ter kot glavni igralec v večkrat nagrajenem filmu Posledice. Leta 2017 je igral v družinski nadaljevanki Česnovi, ki se je predvajala na Planet TV in seriji Gospod profesor v produkciji Voyo  Slovenija. Za vlogo Andreja v filmu Posledice je na srbskem festivalu FEST prejel nagrado za najboljšega igralca, na 21. Festivalu slovenskega filma v Portorožu pa vesno za najboljšo glavno moško vlogo. 
Od decembra 2018 je član igralskega ansambla Mestnega gledališča ljubljanskega, trenutno pa je član Lutkovnega gledališča Ljubljana.
Igral je reševalca Domna Bratino v seriji Najini mostovi med letoma 2020 in 2021. Leta 2024 je nastopil v serijah Življenja Tomaža Kajzerja 2 ter Skrito v raju.

## Filmografija

### Filmi
- Gremo mi po svoje (2010)[7]
- Misli (2016)[8]
- Zgodovina ljubezni (2018)[8]
- Posledice (2018)[9]
- Gajin svet 2 (2022)

### Televizija
- Česnovi (2017, Planet TV)
- Najini mostovi (2020−2021, POP TV)
- Življenja Tomaža Kajzerja 2 (2024, RTV Slovenija)
- Skrito v raju (2024−2025, POP TV)

## Nagrade
- nagrada za najboljšega igralca za vlogo v filmu Posledice, 47. mednarodni filmski festival Beograd; Beograd, 2019[10]
- žlahtni komedijant 2019, Dnevi komedije; Celje, 2019
- vesna za najboljšo glavno moško vlogo na 21. Festivalu slovenskega filma (za vlogo Andreja v filmu Posledice)